# 2007年1月逝世人物列表
2007年逝世人物列表：1月 - 2月 - 3月 - 4月 - 5月 - 6月 - 7月 - 8月 - 9月 - 10月 - 11月 - 12月
2007年1月逝世人物列表，是用於匯總2007年1月期間逝世人物的列表。

## 依日期排序

### 1日
- A. I. Bezzerides，98歲，土耳其裔美國小說家和編劇，因跌倒受傷。[1]
- 倫納德·弗雷澤（Leonard Fraser），55歲，澳大利亞連環殺手，心臟病發作。[2]
- 朱利葉斯·赫吉（Julius Hegyi），83歲，美國指揮家，阿爾茨海默病。[3]
- 查理斯·凱悅（Charles Hyatt），75歲，牙買加演員（Club Paradise，Cool Runnings，The Bushbaby），肺癌。[4]
- 泰德·鐘斯（Tad Jones），54歲，美國爵士音樂歷史學家，跌倒併發症。[5]
- 厄尼·科伊（Ernie Koy），97歲，美國棒球運動員，在睡夢中。[6]
- 羅蘭·萊文斯基（Roland Levinsky），63歲，南非醫學家，普利茅斯大學副校長，電擊誘發心臟病發作。[7]
- 蒂莉·奧爾森（Tillie Olsen），94歲，美國作家，自然原因。[8]
- 德爾·里夫斯（Del Reeves），74歲，美國鄉村歌手，肺氣腫。[9]
- Eleonore Schoenfeld，81歲，斯洛維尼亞出生的大提琴家，南加州大學桑頓音樂學院的教師，心臟病發作。[10]
- 達倫特·威廉姆斯，24歲，美式橄欖球運動員（丹佛野馬隊），射門。[11]

### 2日
- 加里·貝蒂（Garry Betty），49歲，Earthlink的美國首席執行官，腎上腺皮質癌。[12]
- 埃裡克·丹頓爵士，77歲，英國海洋生物學家。[13]
- 伊莉莎白·福克斯-吉諾維斯（Elizabeth Fox-Genovese），65歲，美國歷史學家，手術併發症。[14]
- 塞爾吉奧·希門尼斯（Sergio Jiménez），69歲，墨西哥演員，心臟病發作。[15]
- Mauno Jokipii，82歲，芬蘭教授，二戰研究員，髖關節置換手術后的併發症。[16]
- 泰迪·科勒克（Teddy Kollek），95歲，以色列耶路撒冷市長（1965-1993），自然原因。[17]
- Don Massengale，69歲，美國PGA巡迴賽高爾夫球手，心臟病發作。[18]
- A·理查·牛頓（A. Richard Newton），55歲，澳大利亞出生的技術先驅，加州大學伯克利分校教授，胰腺癌。[19]
- 白南淳，78歲，北韓外相。[20]
- 大衛·珀金斯（David Perkins），87歲，美國斯坦福大學遺傳學家，短暫患病後。[21]
- Dan Shaver，56歲，美國 NASCAR 車手和 ARCA 賽車手/車主，癌症。[22]
- 羅伯特·所羅門（Robert C. Solomon），64歲，美國大陸哲學學者。[23]

### 3日
- Annibale Ciarniello，106歲，義大利第一次世界大戰老兵。[24]
- 亞諾什·菲爾斯特（János Fürst），71歲，匈牙利出生的管弦樂指揮，癌症。[25]
- 威廉·詹克斯（William Jencks），79歲，美國生物化學家。[26]
- 吉姆·穆尼（Jim Mooney），83歲，澳大利亞政治家，塔斯馬尼亞州眾議院議員（1976-1979）。[27]
- 厄爾·賴貝爾（Earl Reibel），76歲，加拿大冰球前鋒（底特律紅翼隊），1956年拜恩夫人獎盃得主，中風併發症。[28]
- Calvin William Verity Jr.，89歲，美國商務部長（1987-1989），肺炎併發症。[29]
- 塞西爾·沃克爵士（Sir Cecil Walker），82歲，英國阿爾斯特聯合黨北貝爾法斯特議員（1983-2001），心臟病發作。[30]
- 邁克爾·葉芝（Michael Yeats），85歲，愛爾蘭菲安娜·法伊爾（Fianna Fáil）參議員（1961-1981），WB葉芝的兒子。[31]

### 4日
- 萊奧·塔西西奧·貢薩爾維斯·佩雷拉，45歲，巴西羅馬天主教神父，“貝塔尼亞”社區創始人（1995-2007），淋巴瘤。[32]
- Juma Akukweti，59歲，坦尚尼亞Chama Cha Mapinduzi議員（1990-2007），因飛機失事受傷。[33]
- Ben Gannon，54歲，澳大利亞戲劇、電影和電視製片人，癌症。[34]
- 克裡斯托弗·格林伯里（Christopher Greenbury），55歲，美國電影剪輯師（《美國心玫瑰情》《情迷索瑪莉》《奶爸安親班》）。[35]
- 海倫·希爾，36歲，美國獨立電影製片人，被槍殺。[36]
- 路易斯·霍奇斯爵士，88歲，英國空軍元帥。[37]
- 葛籣，72歲，英國報紙漫畫家。[38]
- 史蒂夫·克蘭茨（Steve Krantz），83歲，美國電影和電視製片人（Fritz the Cat），裘蒂·克蘭茨（Judith Krantz）的丈夫，肺炎併發症。[39]
- 鮑勃·米利肯（Bob Milliken），80歲，美國布魯克林道奇隊投手（1953-1954），心臟驟停。[40]
- 加斯帕爾·納吉，57歲，匈牙利詩人和作家。[41]
- 桑德羅·薩爾瓦多（Sandro Salvadore），67歲，義大利足球運動員，心臟病發作。[42]
- Jan Schröder，65歲，荷蘭自行車手。[43]
- Marais Viljoen，91歲，南非總統（1979-1984），心力衰竭。[44]

### 5日
- 安藤百福，96歲，臺灣出生的日清方便麵發明者，包括杯麵，心力衰竭。[45]
- 秦孝儀，86岁，中华民国政治人物 学者
- E. J. Hughes，93歲，加拿大畫家，心力衰竭。[46]
- 孫志銳，83歲，美籍華裔物理學家和詩人，患有腎癌和肺癌。[47]
- 弗朗西斯·沙利文（Francis Sullivan），89歲，加拿大奧運金牌得主（1952年）冰球運動員。[48]

### 6日
- Bill W. Clayton，78歲，美國德克薩斯州眾議院議長（1975-1983），自然原因。[49]
- 馬里奧·達內洛（Mario Danelo），21歲，南加州大學（University of Southern California）的美式橄欖球運動員，從懸崖上墜落。[50][51]
- Yvon Durelle，77歲，加拿大拳擊冠軍，中風併發症。[52]
- 弗雷德里克·埃蘇-恩扎比-巴蒙瓦比，76歲，剛果金沙薩紅衣主教，糖尿病併發症。[53]
- 安東內拉·克爾（Antonella Kerr），洛錫安的瑪律喬內斯（Marchioness of Lothian），84歲，英國記者和廣播員。[54]
- Charmion King，81歲，加拿大女演員。[55]
- 鬼鬼祟祟的彼特·克萊諾（Pete Kleinow），72歲，美國特效藝術家和踏板鋼吉他手（Flying Burrito Brothers），患有阿爾茨海默病。[56]
- 蘇阿德·納斯爾（Suad Nasr），53歲，埃及女演員，吸脂併發症。[57]
- 安妮莉絲·萊因霍爾德（Annelies Reinhold），90歲，奧地利女演員。[58]
- 幾內亞比索海軍參謀長穆罕默德·拉明·桑哈（Mohamed Lamine Sanha）被槍殺。[59]
- Ira D. Wallach，97歲，美國慈善家，Central National-Gottesman首席執行官（1956-1979）。[60]
- 羅伯塔·沃爾斯泰特（Roberta Wohlstetter），94歲，美國軍事情報歷史學家。[61]

### 7日
- 鮑比·漢密爾頓（Bobby Hamilton），49歲，美國NASCAR車手，2004年工匠卡車系列賽冠軍，頭頸癌。[62][63]
- 馬格努斯·馬格努森（Magnus Magnusson），77歲，冰島電視節目主持人（策劃者，1972-1997），胰腺癌。[64]
- 埃内斯托·马丁内斯，55歲，古巴奧運會排球銅牌得主（1972年、1976年、1980年）。[65]
- 奧利-馬蒂·莫爾塔馬基（Olli-Matti Multamäki），58歲，芬蘭陸軍司令，生病。[66]
- Lou Palazzi，85歲，美式足球運動員和裁判員。[67]
- 霍特·派克沙·蘭加斯瓦米（Hotte Paksha Rangaswamy），74歲，印度政治家，吉尼斯世界紀錄保持者，因競選而短暫生病。[68]

### 8日
- Jane Bolin，98歲，美國紐約市家庭法院法官（1939-1979），第一位非裔美國女法官。[69]
- Arthur Cockfield，Baron Cockfield，90歲，歐洲單一市場的英國支援者和歐盟委員會副主席（1985-1989）。[70]
- 肯·克蘭斯頓（Ken Cranston），89歲，英國板球運動員（1947-1948）。[71]
- 伊馮娜·德卡洛（Yvonne De Carlo），84歲，加拿大出生的美國女演員（《十誡》《明斯特一家》《麥克林托克！[72]
- 大衛·歐文（David Ervine），53歲，北愛爾蘭進步統一黨領袖，心臟病發作和中風併發症。[73]
- 彼得·弗拉尼根（Peter Flanagan），65歲，英國橄欖球聯盟球員，效力於英國和赫爾KR隊。[74]
- 韓奉洙，75歲，韓國武術大師和電影格鬥編導。[75]
- 何塞·誇格裡奧（José Quaglio），80歲，義大利演員和戲劇導演。[76]
- 伊塔洛·薩羅科（Italo Sarrocco），108歲，義大利第一次世界大戰老兵。[77]
- Iwao Takamoto，81歲，美國動畫師（史酷比，你在哪裡！，睡美人）和電影導演（夏洛特的網），心力衰竭。[78][79]
- 裘蒂思·弗拉德克（Judith Vladeck），83歲，美國勞工律師和婦女權利宣導者，感染併發症。[80][81]

### 9日
- 可哥薩摩亞，61歲，職業摔跤手。[82]
- 喬伊安·佈雷斯韋爾夫人（Dame Joyanne Bracewell），72歲，英國高等法院家事庭高級法官，乳腺癌。[83]
- Ion Dincă，78歲，共產主義時期的羅馬尼亞副總理兼布加勒斯特市長。[84]
- 莫琳·奧爾卡特（Maureen Orcutt），99歲，美國高爾夫冠軍。[85]
- 葉蓮娜·佩圖什科娃（Yelena Petushkova），66歲，俄羅斯馬術運動員，1972年奧運會兩枚獎牌得主，長期患病。[86][87]
- Irma St. Paule，80歲，烏克蘭出生的美國女演員（Thinner，12 Monkeys，The Cemetery Club）。[88]
- 埃爾默·西蒙斯（Elmer Symons），29歲，南非越野摩托車賽車手，在達喀爾拉力賽中發生事故。[89]
- Jean-Pierre Vernant，93歲，法國歷史學家和人類學家。[90]

### 10日
- 哈裡·巴克斯特（Harry Baxter），85歲，英國士兵。[91]
- 雷·貝克（Ray Beck），75歲，美式橄欖球運動員（紐約巨人隊）。[92]
- Harry Horse，46歲，英國漫畫家和兒童讀物作家（The Last...系列），自殺。[93]
- 卡洛·蓬蒂（Carlo Ponti），94歲，義大利電影製片人（《日瓦戈醫生》，《La Strada》，《義大利式婚姻》），奧斯卡獎得主（1957年），肺部併發症。[94]
- 西斯托·羅哈斯，25歲，巴拉圭足球運動員。[95]
- 布拉德福德·沃什伯恩（Bradford Washburn），96歲，美國製圖師，登山家和波士頓科學博物館的創始人，心力衰竭。[96]

### 11日
- 索爾維格·多馬丁（Solveig Dommartin），45歲，法國女演員，維姆·文德斯（Wim Wenders）的《慾望之翼》（Wings of Desire）中的空中飛人，心臟病發作。[97]
- 都鐸·蓋茨（Tudor Gates），77歲，英國編劇（Barbarella，Twins of Evil，The Vampire Lovers）。[98]
- Bob MacQuarrie，80歲，加拿大政治家（1981-1985）。[99]
- 凱巴·姆巴耶，82歲，塞內加爾法官，國際法院副院長，國際奧會副主席。[100]
- 戴爾·諾伊德（Dale Noyd），73歲，美國空軍上尉，越南戰爭良心拒服兵役者，肺氣腫。[101]
- 唐納德·愛德華·奧斯特布羅克，82歲，美國天文學家，心臟病發作。[102]
- 布萊恩·皮爾斯（Bryan Pearce），77歲，英國畫家。[103]
- 羅伯特·安東·威爾遜，74歲，美國小說家、未來學家和陰謀論研究員，脊髓灰質炎后綜合症。[104]

### 12日
- Jimmy Cheatham，82歲，美國爵士長號手。[105]
- Alice Coltrane，69歲，美國爵士音樂家，John Coltrane的遺孀，呼吸衰竭。[106][107]
- 斯蒂芬·吉伯特（Stephen Gilbert），96歲，英國畫家和雕塑家。[108]
- 詹姆斯·基倫爵士，81歲，澳大利亞國防部長（1975-1982）。[109]
- Terrance B. Lettsome，71歲，英屬維爾京群島政治家，生病。[110]
- 奧利維爾·普雷查克，58歲，法國奧運冰球運動員[111]
- 拉裡·斯圖爾特（Larry Stewart），58歲，美國慈善家，在堪薩斯城被稱為“秘密聖誕老人”，食道癌。[112]
- 阿道爾法斯·瓦拉瑙斯卡斯（Adolfas Varanauskas），72歲，立陶宛奧運運動員。[113]

### 13日
- 迈克尔·布雷克（Michael Brecker），57歲，美國爵士薩克斯管演奏家，白血病。[114]
- 曹達華，91歲，香港武俠演員，胃出血。[115]
- Doyle Holly，70歲，Buck Owens的Buckaroos（1963-1971）的美國貝斯手，前列腺癌。[116]
- 亨利·讓·馬丁（Henri-Jean Martin），82歲，法國圖書管理員和圖書歷史學家，癌症。[117]
- 丹尼·奧克斯（Danny Oakes），95歲，美國USAC冠軍侏儒車手。[118]
- 奧古斯丁·迪亞馬庫恩·桑戈爾，78歲，塞內加爾分離主義領導人。[119]

### 14日
- Gido Babilonia，40歲，菲律賓籃球運動員，肺栓塞。[120]
- 達琳·康利（Darlene Conley），72歲，美國女演員（《大膽與美麗》、《年輕與不安分》、《面孔》），胃癌。[121]
- 约翰·霍金斯（John Hawkins），62歲，加拿大作曲家。[122]
- 貝亞特·赫梅林（Beate Hermelin），87歲，德國心理學家。[123]
- 芭芭拉·凱利（Barbara Kelly），82歲，加拿大出生的英國女演員（What's My Line），癌症。[124]
- 羅伯特·諾特曼（Robert Noortman），60歲，荷蘭藝術品轉銷商，心臟病發作。[125]
- Vassilis Photopoulos，72歲，希臘藝術總監（希臘人佐爾巴），奧斯卡獎得主（1965年）。[126]
- 彼得·普倫德加斯特（Peter Prendergast），60歲，威爾士藝術家。[127]

### 15日
- 阿瓦德·哈米德·班達爾（Awad Hamed al-Bandar），61歲，伊拉克前首席法官，被處以絞刑。[128]
- 巴爾贊·易卜拉欣·提克里蒂，55歲，伊拉克前伊拉克情報局領導人，薩達姆·海珊同父異母的兄弟，被絞死。[128]
- 倫納德·伯格（Leonard Berg），79歲，美國神經學家，臨床失智症評定量表（中風）的建立者。[129]
- 薄一波，98歲，中國政治家，因敦促鎮壓1989年天安門廣場抗議活動而聞名。[130]
- 約翰·博因頓爵士（Sir John Boynton），88歲，英國地方政府官員。[131]
- 科萊特·凱拉特（Colette Caillat），86歲，法國梵文學者。[132]
- 以撒·法努斯（Isaac Fanous），87歲，埃及藝術家和學者，專門研究科普特藝術。[133]
- 詹姆斯·希利爾（James Hillier），91歲，加拿大出生的美國第一台實用電子顯微鏡的發明者。[134]
- 阿德希爾·海珊普爾，44歲，伊朗核物理學家。[135]
- 布魯斯·肯里克（Bruce Kenrick），86歲，英國社會活動家和神職人員。[136]
- 阿特·庫普曼斯（Aart Koopmans），60歲，荷蘭另類Elfstedentocht速度滑冰系列賽的創始人，肺炎。[137]
- 理查·馬斯格雷夫（Richard Musgrave），96歲，德國出生的哈佛大學經濟學家和政府顧問，自然原因。[138]
- 珀西·薩爾茨曼（Percy Saltzman），91歲，加拿大氣象學家和電視名人，第一位出現在加拿大CBLT多倫多電視台的人。[139]
- 科林·瑟斯頓（Colin Thurston），59歲，英國唱片製作人（Duran Duran，Magazine，The Human League，Kajagoogoo）。[140]

### 16日
- 羅恩·凱里（Ron Carey），71歲，美國演員（巴尼·米勒（Barney Miller），《世界史》，第一部分，蒙特福斯科斯（The Montefuscos），中風。[141]
- 魯道夫·奧古斯特·厄特克（Rudolf August Oetker），90歲，德國食品工業巨頭（歐特克集團）和慈善家。[142]
- 本尼·帕森斯（Benny Parsons），65歲，美國賽車手，1973年因肺癌併發症贏得溫斯頓杯。[143]
- René Riffaud，108歲，法國最後倖存的第一次世界大戰老兵之一。[144]
- Jainal Antel Sali， Jr.，42歲，菲律賓恐怖分子，阿布沙耶夫的指揮官，在一次軍隊突襲中被槍殺。[145]
- 尤里·斯特恩（Yuri Stern），57歲，以色列政治家，癌症。[146]
- 貝蒂·特雷扎（Betty Trezza），82歲，全美女子職業棒球聯盟的美國棒球運動員，心臟病發作。[147]
- 吉塞拉·烏倫（Gisela Uhlen），87歲，德國女演員。[148]
- 大衛·瓦諾爾，43歲，美國足球守門員，心臟病。[149]

### 17日
- Ülle Aaskivi，56歲，愛沙尼亞政治家。[150]
- 愛麗絲·奧瑪（Alice Auma），50歲，烏干達叛軍領袖，聖靈運動創始人。[151][152]
- Art Buchwald，81歲，美國幽默作家和專欄作家，腎衰竭。[153][154]
- 拉爾夫·亨斯托克（Ralph Henstock），83歲，英國數學家。[155]
- 55歲的烏克蘭政治家、地區黨副領導人葉夫亨·庫什納廖夫（Yevhen Kushnaryov）在打獵時被槍殺。[156]
- 美德·漢普頓·惠特德（Virtue Hampton Whitted），84歲，美國爵士音樂家，漢普頓姐妹（The Hampton Sisters）成員，中風。[157]

### 18日
- 西里爾·巴塞利奧斯（Cyril Baselios），71歲，印度敘利亞-馬蘭卡拉天主教會大主教，心臟病發作。[158]
- 裘莉·溫妮弗雷德·伯特蘭（Julie Winnefred Bertrand），115歲，超級百歲老人，在世年齡最大的加拿大人，也是去世時最年長的在世女性[159]
- 布倫特·萊爾斯（Brent Liles），43歲，美國貝斯手（《社會扭曲》《橙劑》），交通事故。[160]
- 查理斯·奧布萊恩（Charles H. O'Brien），86歲，美國田納西州最高法院法官（1987-1994）。[161]
- Bonaventure Patrick Paul，77歲，巴基斯坦海得拉巴羅馬天主教主教。[162]

### 19日
- 37歲的俄羅斯維吾爾族流行歌手穆拉提·納西羅夫（Murat Nasyrov）從陽臺跳樓自殺。對他的屍體進行屍檢時沒有發現任何酒精或毒品的痕跡。[163]
- 巴姆·巴姆·畢格羅，45歲，美國職業摔跤手（世界自然基金會、ECW、NJPW），吸毒過量。[164][165]
- 菲亞瑪·哈塞·派斯·布蘭當，69歲，葡萄牙詩人、劇作家、散文家和翻譯家，長期患病。[166]
- 格哈德·布朗納（Gerhard Bronner），84歲，奧地利作曲家和歌舞表演藝術家，中風后出現併發症。[167]
- Hrant Dink，52歲，亞美尼亞-土耳其編輯，記者和專欄作家，被槍殺。[168][169]
- 丹尼·多爾蒂（Denny Doherty），66歲，加拿大歌手，腹部動脈瘤。[170][171][172]
- Bill Lefebvre，91歲，波士頓紅襪隊（1938-1939）和華盛頓參議員隊（1943-1944）的美國棒球投手。[173]

### 20日
- 埃裡克·奧比茹（Éric Aubijoux），42歲，法國摩托車手，在達喀爾拉力賽期間可能心臟驟停。[174]
- 查理斯·布萊基·布萊克瑪律，84歲，美國法學家（密蘇里州最高法院）。[175]
- 丹·克裡斯滕森（Dan Christensen），64歲，美國抽象畫家，多發性肌炎導致心力衰竭。[176]
- 布萊恩·伊特韋爾（Brian Eatwell），67歲，英國製片設計師（《墜落地球的人》、《三個火槍手》、《漫遊》）。[177]
- 勞埃德·法蘭西斯（Lloyd Francis），86歲，加拿大國會議員和加拿大下議院議長（1984年），胃癌。[178]
- 克裡斯托弗·赫爾姆（Christopher Helm），69歲，英國出版商和鳥類學家。[179]
- 大衛·莫斯廷爵士，78歲，英國陸軍上將，陸軍副官（1986-1988）。[180]
- 阿納托爾·拉波波特（Anatol Rapoport），95歲，俄羅斯出生的美國數學心理學家和和平活動家。[181]
- 阿爾弗雷多·里普斯坦（Alfredo Ripstein），90歲，墨西哥電影製片人，呼吸衰竭。[182]
- Vern Ruhle，55歲，美國職業棒球大聯盟投手和投球教練，多發性骨髓瘤。[183]
- 喬治·斯馬瑟斯（George Smathers），93歲，美國政治家，美國參議員（D-FL，1951-1969），中風併發症。[184]
- 阿麗達·德弗裡斯，92歲，1936年夏季奧運會荷蘭女子4米×100米接力運動員。[185]

### 21日
- 瑪麗亞·西奧坎（Maria Cioncan），29歲，羅馬尼亞運動員，2004年夏季奧運會獎牌得主，車禍。[186]
- 彼得·克拉克（Peter Clarke），58歲，英國威爾士兒童事務專員，癌症。[187]
- 默特爾·德維尼什（Myrtle Devenish），94歲，威爾士女演員（《時間強盜》）。[188]
- 理查·奧拉德，83歲，英國歷史學家和傳記作家。[189]
- 佩爾·拉本（Peer Raben），66歲，德國作曲家，主要創作與萊納·維爾納·法斯賓德（Rainer Werner Fassbinder）有關的電影音樂。[190]
- 芭芭拉·塞拉內拉（Barbara Seranella），50歲，美國作家，肝衰竭。[191]
- U;Nee，25歲，韓國流行歌手，上吊自殺。[192]

### 22日
- 約翰·亞瑟（John Arthur），60歲，美國哲學家，肺癌。[193]
- 道格·布拉斯德爾（Doug Blasdell），44歲，美國Bravo電視網路培訓師。[194]
- L. M. Boyd，79歲，《舊金山紀事報》美國報紙專欄作家。[195]
- 圖洛·德·格拉芬裡德，92歲，瑞士一級方程式賽車手（1950-1956）。[196][197]
- 維多利亞·霍珀（Victoria Hopper），97歲，英國舞臺和電影女演員。[198]
- 拉蒙·馬薩爾，72歲，西班牙皇家馬德里足球運動員。[199]
- 邁克爾·諾蘭（Michael Nolan），諾蘭男爵（Baron Nolan），78歲，英國法律勳爵，公共生活標準委員會第一任主席，退行性疾病。[200]
- Elizaphan Ntakirutimana，83歲，盧安達牧師，因參與盧安達種族滅絕而被定罪。[201]
- 阿貝·皮埃爾（Abbé Pierre），94歲，法國Emmaüs運動創始人，肺部感染。[202]

### 23日
- 賽義德·海珊·阿拉塔斯（Syed Hussein Alatas），78歲，馬來西亞學者、作家和民政黨創始主席，心臟病發作。[203]
- Disco D，26歲，美國嘻哈製作人，自殺。[204]
- E·霍華德·亨特（E. Howard Hunt），88歲，美國水門事件醜聞負責人，肺炎。[205]
- 迪克·乔伊斯（Dick Joyce），63歲，美國棒球運動員。[206]
- Ryszard Kapuściński，74歲，波蘭記者，關於足球戰爭的書的作者。[207]
- John Majhor，53歲，加拿大和美國廣播電視廣播員，癌症。[208]
- 萊奧波爾多·倍耐力，81歲，倍耐力義大利董事長（1965-1996）。[209]
- 沃利·雷德利（Wally Ridley），93歲，英國唱片製作人和詞曲作者。[210]
- David M. Ronne，63歲，美國音響工程師（On Golden Pond、Silverado、Face/Off）。[211]

### 24日
- 伊斯梅爾·傑姆，66歲，土耳其政治家，外交部長（1997-2002），肺癌。[212]
- 讓-法蘭索瓦·德尼奧（Jean-François Deniau），78歲，法國作家和政治家，法蘭西學院院士。[213]
- 克莉絲蒂娜·費爾德曼（Krystyna Feldman），90歲，波蘭女演員，肺癌。[214]
- 沃爾夫岡·伊瑟爾（Wolfgang Iser），80歲，德國文學學者，讀者反應批評的創始人。[215]
- 布萊恩·科西斯（Bryan Kocis），44歲，美國同性戀色情製作人，被刺傷。[216]
- 瓜達盧佩·拉裡瓦，50歲，厄瓜多國防部長，直升機墜毀。[217]
- John W. Lavelle，57歲，美國紐約州議會議員，中風。[218]
- A. H. de Oliveira Marques，73歲，葡萄牙歷史學家，心力衰竭。[219]
- 埃米利亞諾·梅爾卡多·德爾·托羅，115歲，波多黎各第一次世界大戰老兵，是世界上最年長的人，自然原因。[220]
- 大衛·莫裡斯（David Morris），79歲，英國工黨歐洲議會議員（1984-99）和CND Cymru主席。[221]
- 夏洛特·湯普森·裡德（Charlotte Thompson Reid），93歲，美國歌手，美國眾議院共和黨議員。[222]
- 門迪·薩姆斯坦（Mendy Samstein），68歲，美國民權活動家，學生非暴力協調委員會召集人，類癌。[223]
- 丹尼爾·斯特恩（Daniel Stern），79歲，休斯頓美國大學教授，华纳兄弟和CBS副總裁，心臟手術併發症。[224]
- 彼得·湯普金斯（Peter Tompkins），87歲，美國記者和作家（《植物的秘密生活》）。[225]

### 25日
- 肯·卡瓦諾（Ken Kavanaugh），90歲，美國國家橄欖球聯盟（American National Football League）球員，肺炎併發症。[226]
- 馬吉德·哈杜里（Majid Khadduri），98歲，出生於伊拉克的美國，是SAIS中東研究項目的創始人，未能茁壯成長。[227][228]
- 傑克·朗（Jack Lang），85歲，美國體育作家，棒球作家協會秘書兼財務主管（1966-1988）。[229][230]
- 埃莉諾·麥戈文（Eleanor McGovern），85歲，參議員兼總統候選人喬治·麥戈文（George McGovern）的美國妻子。[231][232]
- 尾形英夫，73歲，Animage的日本創始編輯，胃癌。[233]
- 羅伯塔·森普爾·索爾特（Roberta Semple Salter），96歲，美國傳教士，艾米·森普爾·麥克弗森（Aimee Semple McPherson）的女兒，也是Name That Tune的共同創作者。[234]

### 26日
- 查理斯·布魯尼爾（Charles Brunier），105歲，第一次世界大戰和第二次世界大戰的法國老兵，他聲稱自己是Papillon的靈感來源。[235]
- Avis M. Dry，85歲，英國出生的臨床心理學家，卡爾·榮格（Carl Jung）的著作作者。
- 莎朗·泰勒·赫伯斯特（Sharon Tyler Herbst），64歲，美國《美食愛好者的伴侶》（The Food Lover's Companion）食譜的作者，卵巢癌。[236]
- Jean Ichbiah，66歲，法國計算機科學家，Ada程式設計語言的首席設計師，腦癌。[237]
- 馬克斯·凱利（Max Kelly），76歲，澳大利亞數學教授，範疇論的主要研究者。[238]
- 吉米·萊德加德（Jimmy Ledgard），84歲，英國橄欖球聯盟球員，代表英國，Dewsbury和Leigh。[74]
- Emanuele Luzzati，85歲，義大利畫家，奧斯卡提名製作設計師和動畫師。[239]
- 大衛·格雷·拉特雷（David Grey Rattray），48歲，南非盎格魯-祖魯戰爭歷史學家，被槍殺。[240]
- Glen Tetley，80歲，美國編舞家和舞蹈家，黑色素瘤。[241][242]
- Iwuchukwu Amara Tochi，21歲，奈及利亞人，在新加坡被判犯有販毒罪，被處以絞刑。[243]
- 菲力浦·湯瑪斯（Philip J. Thomas），92歲，加拿大民俗學家。[244]
- 汉斯·瓦格纳（Hans Wegner），92歲，丹麥傢具設計師。[245]
- Gump Worsley，77歲，加拿大冰球運動員（紐約遊騎兵隊、蒙特利爾加拿大人隊、明尼蘇達北極星隊），心臟病發作。[246]

### 27日
- 特雷弗·艾倫（Trevor Allan），80歲，澳大利亞橄欖球聯盟球員和電視評論員，癌症。[74][247]
- 蒂格·安德魯斯（Tige Andrews），86歲，美國演員（The Mod Squad，The Detectives，Mister Roberts），心臟驟停。[248]
- Marcheline Bertrand，56歲，美國女演員，癌症。[249]
- 鮑勃·卡羅爾（Bob Carroll Jr.），88歲，美國電視編劇（《我愛露西》）。[250][251]
- 保羅·錢農（Paul Channon），71歲，英國國會議員（1959-1997）和政府部長。[252]
- Bing Devine，90歲，美國國家聯盟聖路易斯紅雀棒球隊總經理（1958-1964,1968-1978）。[253]
- 克勞迪奧·吉倫（Claudio Guillén），82歲，西班牙作家，西班牙皇家學院院士，豪爾赫·吉倫（Jorge Guillén）的兒子，心臟病發作。[254]
- Kamleshwar，75歲，印度作家和電視主管，心臟病發作。[255]
- 菲力浦·拉庫-拉巴特（Philippe Lacoue-Labarthe），66歲，斯特拉斯堡大學法國美學教授，呼吸功能不全。[256]
- 赫伯特·賴內克（Herbert Reinecker），92歲，德國小說家、劇作家和編劇（德里克）。[257]
- 楊傳廣，73歲，1960年夏季奧運會十項全能銀牌得主，腦出血。[258]

### 28日
- Ivan Boszormenyi-Nagy，86歲，匈牙利裔美國精神病學家，帕金森病併發症。[259]
- 瑪律科姆·鮑伊（Malcolm Bowie），63歲，英國法國文學學者，劍橋大學基督學院碩士（2002-2006）。[260]
- Carlo Clerici，78歲，瑞士公路賽車手，1954年環義大利自行車賽冠軍，癌症。[261]
- 西里爾·德馬恩（Cyril Demarne），101歲，英國戰時消防員。[262]
- 羅伯特·德里南（Robert Drinan），86歲，美國民主黨眾議員和法學教授，肺炎/充血性心力衰竭。[263]
- 許瑋倫（Beatrice Hsu），28歲，臺灣女演員，車禍後心臟驟停。[264]
- 菲奧娜·鐘斯（Fiona Jones），49歲，英國政治家，紐瓦克工黨議員（1997-2001），酒精性肝病[265]
- Alf Large，88歲，挪威奧運雪橇運動員。[266]
- O. P. Nayyar，81歲，寶萊塢電影的印度音樂總監，心臟驟停。[267]
- 黛博拉·奧林（Deborah Orin），59歲，《紐約郵報》駐華盛頓分社社長，癌症。[268]
- 葉蓮娜·羅曼諾娃，43歲，俄羅斯田徑運動員，1992年夏季奧運會3000米金牌得主。[269]
- 卡雷爾·斯沃博達（Karel Svoboda），68歲，捷克作曲家，自殺。[270]
- 艾瑪·提爾曼（Emma Tillman），114歲，美國人，是公認的世界上最年長的人。[271]
- 約翰尼·威廉姆斯（Johnny Williams），80歲，1940年代和50年代的英國職業拳擊冠軍。[272]

### 29日
- 何塞·德埃利亞（José D'Elía），90歲，烏拉圭勞工領袖和政治家。[273]
- 阿特·福勒（Art Fowler），84歲，美國職業棒球大聯盟投手和投球教練。[274]
- 羅伯特·邁爾（Robert Meier），109歲，德國最年長的人，第一次世界大戰的老兵。[275]
- 迪克·溫菲爾德-迪格比，95歲，英國聖公會牧師，彼得伯勒院長（1966-1980）。[276]
- 威廉·溫斯頓（William D. Winston），74歲，美國政治家。[277]

### 30日
- 斯蒂芬·伯頓爵士，84歲，英國海軍上將，癌症。[278]
- Stu Inman，80歲，美國國家籃球協會高管，心臟病發作。[279]
- 格裡菲斯·鐘斯（Griffith Jones），97歲，英國演員。[280]
- Nikos Kourkoulos，72歲，希臘演員，希臘國家劇院藝術總監，癌症。[281]
- 馬克斯·拉尼爾，91歲，美國棒球運動員。[282]
- 戈登·麥克林（Gordon Macklin），78歲，美國股票經紀人，NASD總裁（1970-1987），負責監督納斯達克的啟動，中風。[283]
- 約翰·松平（John Matsudaira），84歲，美國畫家。[284]
- 卡爾文·普林頓（Calvin Plimpton），89歲，美國阿默斯特學院（Amherst College）校長（1960-1971），手術併發症。[285]
- 西德尼·谢尔顿（Sidney Sheldon），89歲，美國作家和電視製片人（我夢見珍妮），肺炎併發症。[286]

### 31日
- 基里爾·巴比津（Kirill Babitzin），56歲，芬蘭歌手，1984年歐洲歌唱大賽第9名。[287]
- Lee Bergere，88歲，美國演員（Dynasty）。[288]
- 莫莉·艾文斯（Molly Ivins），62歲，美國報紙專欄作家，政治評論員和作家，乳腺癌患者。[289]
- 穆罕默德·賈邁勒·哈利法（Mohammed Jamal Khalifa），49歲，奧薩馬·本·拉登（Osama bin Laden）的沙特姐夫，被槍殺。[290]
- Olevi Kull，51歲，愛沙尼亞生態學家。[291]
- Arben Minga，47歲，阿爾巴尼亞足球運動員，胰腺癌。[292]
- 羅納德·穆德羅（Ronald Muldrow），57歲，美國爵士吉他手。[293]
- 道格拉斯·T·羅斯（Douglas T. Ross），77歲，美國人，他創建了APT（程式設計語言）並領導了麻省理工學院的CAD專案。[294]
- Hokishe Sema，85歲，印度政治家，那加蘭邦首席部長。[295]
- 阿德萊德·坦博（Adelaide Tambo），77歲，南非活動家，奧利弗·坦博（Oliver Tambo）的妻子。[296]